# Escuela en el Antiguo Egipto
La escuela se corresponde con la primera etapa de educación escolar de los niños de las clases adineradas y / o intelectuales del Antiguo Egipto.
Existían dos lugares distintos para la educación, donde los hijos de las élites, los funcionarios y el clero podían recibir la instrucción adecuada a su rango social. El término genérico de "escuela" se refiere a la institución de la ât seba (y.t), literalmente "el lugar de la educación".
La primera mención de una escuela egipcia se produce en el Primer Período Intermedio en la tumba de un nomarca de Assiut. Varios textos hacen alusión al envío al niño a un lugar de aprendizaje, de forma que ningún documento menciona que el joven egipcio comenzara su educación en la Casa de Vida egipcia, otro antiguo lugar que acogía a los escolares egipcios. La institución de la ât seba (y.t) parece haber sido el primer paso del aprendizaje de los estudiantes y el per anj, el segundo paso en su educación. Este hecho, sin embargo, solo era válido cuando estos dos establecimientos estaban ubicados en un área geográfica cercana. No es imposible que la Casa de Vida reemplazara a la escuela cuando no hubiese nada cerca.
El niño aprendía primero a leer y escribir y utilizaban para sus ejercicios óstracas o placas de piedra caliza pulimentada donde se habían trazado cuadrículas.
Aunque las referencias a esta institución son múltiples, hasta la fecha, no se ha descubierto arqueológicamente ninguna escuela antigua en Egipto.